# كريس كونر
كريس كونر (بالإنجليزية: Chris Conner)‏ هو لاعب هوكي الجليد أمريكي، ولد في 23 ديسمبر 1983 في ويستلاند في الولايات المتحدة.

## وصلات خارجية
- كريس كونر على موقع دوري الهوكي الوطني (الإنجليزية)
- كريس كونر على موقع EliteProspects.com (الإنجليزية)
- كريس كونر على موقع HockeyDB.com (الإنجليزية)
- كريس كونر على موقع Hockey-Reference.com (الإنجليزية)